# Рябинин, Евгений Иванович
Евге́ний Ива́нович Ряби́нин (25 декабря 1892, Маргуша Нижегородская губерния, Российская империя — 1938, Воронеж, СССР) — советский партийный и государственный деятель, председатель исполнительного комитета Центрально-Чернозёмного областного Совета (1930—1934), председатель исполнительного комитета Воронежского областного Совета (1934—1935), первый секретарь Воронежского областного комитета ВКП(б) (1935—1937).

## Биография
В 1915—1917 годах — в русской армии, участник Первой мировой войны. Член РСДРП(б) с марта 1917 года. За участие в революционной деятельности подвергался арестам.
В 1917—1920 годах был членом Нижегородского губернского Совета, входил в состав его исполнительного комитета, а в 1919—1920 годах был его секретарём, также являлся ответственным организатором агитационно-информационного отдела Нижегородского губернского комитета РКП(б) и секретарем Нижегородского городского РК РКП(б).
В 1920—1921 годах находился на руководящей работе в Рязанской губернии. С 1921 по 1924 год работал в организационно-инструкторском отделе ЦК РКП(б).
В 1924—1925 годах являлся слушателем Курсов марксизма-ленинизма при Коммунистической академии.
С 1925 года — ответственный секретарь Тамбовского губернского комитета ВКП(б), а в 1928 году назначен заведующим отделом областного комитета ВКП(б) вновь образованной Центрально-Чернозёмной области.
В 1930 году был избран председателем исполнительного комитета Центрально-Чернозёмного областного Совета, а после разделения в 1934 Центрально-Чернозёмной области на Воронежскую и Курскую занял пост председателя исполнительного комитета вновь образованной Воронежской области.
Являлся делегатом ряда съездов ВКП(б): XV (в 1927), XVI (в 1930) и XVII (в 1934). В 1927—1937 годах — член Центральной Ревизионной Комиссии ВКП(б).
В марте 1935 года избран первым секретарём Воронежского областного комитета ВКП(б). 10 июля 1937 снят с этой должности, и заменён М. Е. Михайловым. 14 августа того же года был арестован.
21 апреля 1938 года Военной коллегией Верховного суда СССР был приговорен к высшей мере наказание по обвинению в руководстве право-троцкистской диверсионной вредительской террористической организации в Воронежской области и в тот же день расстрелян. Реабилитирован 11 августа 1956 года Военной коллегией Верховного суда СССР.

## Награды
15 марта 1935 года был награждён орденом Ленина за выдающиеся успехи в развитии сельского хозяйства и промышленности Центрально-Чернозёмной и Воронежской областей, в частности, за вклад в строительство Новолипецкого металлургического завода.
В честь первого секретаря Воронежского областного комитета ВКП(б) Е. И. Рябинина 26 января 1936 года у́лица 8-го Ма́рта в районе Дикое Липецка (с 1934 года Липецк входил в состав Воронежской области) была переименована на у́лица Ряби́нина. После его ареста, 7 сентября 1937 года, улица вновь была переименована и получила нынешнее имя в честь кооперации — Кооперативная улица.